# Верхній Гаш
Верхній Гаш — район зоби (провінції) Гаш-Барка, що в Еритреї. Столиця — місто Авгаро.